# 身分犯
身分犯（みぶんはん）とは、構成要件において行為者が一定の身分をもつことを必要とする犯罪。

## 身分犯の種類
身分犯には真正身分犯と不真正身分犯がある。
真正身分犯とは構成要件において行為者が一定の身分をもたなければ犯罪を構成しないものを、不真正身分犯とは構成要件において行為者が一定の身分をもつことで法定刑が加重あるいは減軽されるものをいう。日本の刑法では収賄罪などが真正身分犯、業務上横領罪などが不真正身分犯にあたる。

## 身分犯と共犯
真正身分犯とされる犯罪行為に身分のない者が加功した場合、不真正身分犯とされる犯罪行為に身分のない者が加功した場合など身分犯と共犯関係については問題がある。